# Olaf Heine

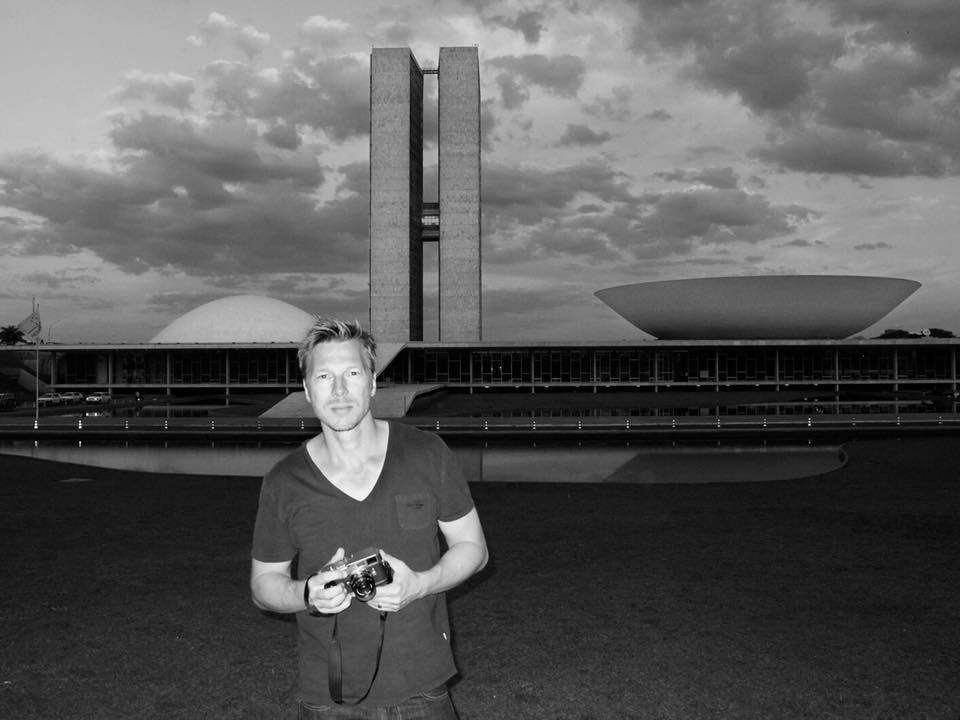
Olaf Heine während seines Buchprojektes „Brazil“

Olaf Heine (* 1968 in Hannover) ist ein deutscher Künstler, Fotograf und Filmemacher. Er begann seine fotografische Karriere als Autodidakt und hat im Laufe der letzten dreißig Jahre ein umfassendes Werk aus fotografischen Arbeiten, Buchveröffentlichungen, Musikvideos, Kurz-, Werbe- und Dokumentarfilmen und öffentlichen Ausstellungen zusammengetragen. Olaf Heine ist Mitglied der VG Bildkunst. Er wurde mit diversen Preisen – unter anderem dem Echo Award – ausgezeichnet und seine fotografischen Arbeiten sind Bestandteil renommierter öffentlicher und privater Sammlungen.

## Biografie
Nach seinem Abitur schloss Olaf Heine zunächst eine Ausbildung als Bauzeichner ab, um im Anschluss Architektur zu studieren. Noch während des nachfolgenden Zivildienstes bekam Heine seine erste Auftragsarbeit als Fotograf von der Band Terry Hoax. Er fotografierte 1992 das Cover ihres Albums Freedom Circus. Die Zusammenarbeit mit der Hannoveraner Band setzte sich noch bei drei weiteren Alben fort. 1992 begann Heine auch mit Fury in the Slaughterhouse zusammenzuarbeiten. Für deren Album Mono fertigte Heine zusammen mit Jim Rakete die Fotos an.
Im Frühjahr 1993 verlegte er seinen Wohnsitz nach Berlin und studierte bis 1995 Fotografie am Lette-Verein in Berlin. Während seiner Ausbildung fotografierte er Die Ärzte für die Coverfotos des Albums Planet Punk. Des Weiteren begann Heine für Magazine wie Rolling Stone, Musikexpress, Stern, Spiegel und andere zu arbeiten.
Seine Zusammenarbeit mit der Gruppe Die Ärzte setzte sich über deren Alben Le Frisur, 13 und Runter mit den Spendierhosen, Unsichtbarer fort. Eine ähnlich enge Bindung hat Heine zu der international erfolgreichen Band Rammstein, für die er im Jahr 1997 zu arbeiten begann. Für deren Single Engel fertigte er die Coverfotos an. Auch die später erscheinenden Alben Live aus Berlin, Reise, Reise und Made in Germany 1995–2011 enthalten Fotografien, die von Heine gestaltet wurden. Rammstein waren es auch, die ihn für eine Dokumentation ihrer ersten USA-Tour verpflichteten, wodurch Heine Kontakte zur amerikanischen Musikbranche knüpfte.
Inzwischen findet man Heines Fotoarbeiten auf Albencover zahlreicher internationaler Interpreten wie z. B. Iggy Pop, Bon Jovi, Sting, Chris Cornell, Bad Religion, Die Toten Hosen, Papa Roach, Westernhagen, Paul Oakenfold, Thirty Seconds to Mars, Paul van Dyk, Michael Bublé, Chris Rea, Cold und den Eagles. Er lichtete zahlreiche Persönlichkeiten aus Film, Fernsehen und Sport ab, u. a. Cate Blanchett, Coldplay, Daniel Brühl, Dirk Nowitzki, Don Cheadle, Franka Potente, Jared Leto, Kelly Slater, Laird Hamilton, Ray Liotta, Robert Lewandowski, Thomas Kretschmann, Til Schweiger und die deutsche Fußballnationalmannschaft. Seine Fotoarbeiten wurden in zahlreichen Zeitschriften veröffentlicht, darunter Details, Die Zeit, Elle, Focus, MAX, Rolling Stone, Stern, Spiegel und Vanity Fair.
Olaf Heine ist bekannt für seine detailliert inszenierten Porträtfotografien und zieht seine Inspiration aus der Analyse und dem Erkunden des Zusammenspiels und der Beziehung zwischen dem Individuum und dessen Umgebung. Er drückt sich vornehmlich in Schwarz-Weiß-Bildern aus. Diese Vorliebe führt er auch in seinen Musikvideos fort, die er inzwischen für Künstler wie Die Ärzte, Die Toten Hosen, Paul van Dyk, Reamonn, Ich + Ich, Silbermond und The Eagles gedreht hat. Für das Video Manchmal haben Frauen … von Die Ärzte bekam er 2000 einen Echo-Musikpreis verliehen. Heine wendet häufig Techniken wie die analoge Großformat- oder die Polaroid-Fotografie an. Über die Band Fury in the Slaughterhouse entstand unter seiner Regie 1996 ein Bandporträt in Spielfilmlänge und über die Band Reamonn drehte er 2004 eine filmische Dokumentation.
Heine lebte zwischen 1998 und 2009 in den USA, wo er in Los Angeles ein Fotostudio betrieb. Parallel eröffnete er 2001 ein Studio in Berlin und pendelt bis heute zwischen den zwei Metropolen. Heine konnte auch als Fotograf und Regisseur in der internationalen Werbebranche Fuß fassen und wurde mehrfach ausgezeichnet. Er wirkte an Kampagnen für Kunden wie Adidas, Mercedes, BMW, O2, MINI, Rolex, Sony, Bitburger, Hugo Boss, Nike, Audi etc. mit.
Im Jahr 2007 wurde Heine Vater und begann wieder mehr Zeit in Berlin zu verbringen. Zwischen 2009 und 2013 unterrichtete Heine Fotografie an der Design Akademie Berlin, Hochschule für Kommunikation und Design. Seine fotografischen Arbeiten wurden in den Fotobänden Leaving the Comfort Zone (2008, Hatje Cantz), I Love You but I've Chosen Rock (2010, Hatje Cantz), Brazil (2014, teNeues) und Rwandan Daugthers (2019, Hatje Cantz) veröffentlicht und unter anderem bei der Camera Work Galerie Berlin, dem Folkwang Museum Essen, der Noorderlicht Fotogalerie in Groningen und der Icon Gallery in Los Angeles ausgestellt.
Während die ersten beiden Fotobücher Leaving the Comfort Zone (2008, Hatje Cantz) und I Love You but I've Chosen Rock (2010, Hatje Cantz) hauptsächlich Heines Arbeiten mit den internationalen Künstlern der Entertainment-Branche enthielten, zeigte der Fotoband Brazil Olaf Heines anfängliche Vorliebe zur Architektur. Zwischen 2010 und 2014 bereiste der Fotograf Brasilien und fotografierte nicht nur den legendären Architekten Oscar Niemeyer kurz vor dessen Tod im Jahre 2012, sondern auch viele seiner ikonischen Bauten wie dem Museo Nacional da República in Brasília oder das Copan-Gebäude in São Paulo. Die Süddeutsche Zeitung schrieb dazu: „Olaf Heine zeigt die Sinnlichkeit Brasiliens und verzichtet dabei auf plakative Farbe – schließlich geht es ihm vor allem um die Form.“
2016 begann Olaf Heine mit der Ora Kinderhilfe zu arbeiten und entwickelte für das Hilfswerk ein Buch- und Ausstellungskonzept, das er zwischen 2016 und 2019 umsetzte und das zum 25-jährigen Jahrestag des Völkermords in Ruanda im Hatje Cantz Verlag erschien. In Rwandan Daughters porträtierte Olaf Heine die im Genozid 1994 vergewaltigten Frauen mit den daraus resultierenden Töchtern ergreifend direkt und stark. Viele der dargestellten Opfer sind bis heute psychisch wie physisch traumatisiert und leben am Rande der mittlerweile prosperierenden Gesellschaft Ruandas. Heine hat ihnen in seinem Buch ein Denkmal gesetzt und konnte ihnen dadurch über die Ora Kinderhilfe Unterstützung zuteilwerden lassen.
Im Sommer 2019 fanden die Dreharbeiten zum Kurzfilm Tacheles statt, dessen Drehbuch Olaf Heine mit der Autorin Mirna Funk schrieb und den er mit dem international wirkenden Hauptdarsteller Thomas Kretschmann sehr persönlich und poetisch umsetzte. Das Tacheles Gebäude in Berlin-Mitte ist ein Zeitzeuge der Berliner Geschichte. Der 13-minütige Film wurde im Februar 2019 während der Berlinale vorgeführt.
Während der COVID‑19‑Pandemie ab dem Jahr 2020 baute Olaf Heine eine alte Fabrikhalle zu seinem neuen Spielfeld Berlin Studio in den Reinbeckhallen in Berlin-Oberschöneweide aus. Das Tageslichtstudio dient seither auf 320 m² als Mietstudio für Fotografie- und Filmproduktionen. Zeitgleich veröffentlichte Heine den Kurzfilm ‚Tacheles‘, der auf einer Sondervorführung während der Berlinale 2020 seine Uraufführung hatte.
Ende 2022 veröffentlichte Heine im Prestel Verlag sein Buch ‚Human Conditions’ und präsentierte in der Galerie Camera Work Berlin dazu seine bisher umfangreichste Einzelausstellung, in der der Fotograf ‚das Zusammenspiel von Kreativität und menschlicher Existenz untersucht und etwas über das menschliche Sein herauszufinden versucht, wann und worin vor allem besonders kreative Menschen ihre Erfüllung finden.‘
Zum 30. Jahrestag des Genozids in Ruanda, zeigte die Kunsthalle Rostock von März bis Mai 2024 die Ausstellung ‚Rwandan Daughters‘. Ebenfalls im Frühjahr 2024 veröffentlichte Heine seinen Bildband Hawai‘i im teNeues Verlag. Die Aufnahmen zeichnen sich durch eine Auseinandersetzung mit der Beziehung von Mensch, Kultur und Umwelt aus. Von April bis Juni 2024 wurde die Serie in einer Ausstellung mit über 40 großformatigen Arbeiten in der Camera Work Gallery in Berlin gezeigt.

## Filme (Auswahl)

### Musikclips
- 1996 Especially Ordinary, Fury in the Slaughterhouse
- 1998 Sonne aus'm Arsch, Cucumber Men
- 1998 1/2 Lovesong, Die Ärzte
- 1999 Ich hab dich trotzdem gern, Anger 77
- 1999 Rebell, Die Ärzte
- 2000 Up to Me, Vivid
- 2000 Don't Be Afraid, DJ Tonka
- 2000 The Summer, ATB
- 2000 Josephine, Reamonn
- 2000 Manchmal haben Frauen …, Die Ärzte
- 2001 Engel, Anger 77
- 2001 OK, Farin Urlaub
- 2001 Weep, Reamonn
- 2001 Ich und Du, NTS
- 2002 Place of No Return, Reamonn
- 2002 Steh auf, Die Toten Hosen
- 2002 Edendale, Bela B, Tina Bordihn
- 2002 Nur zu Besuch, Die Toten Hosen
- 2003 Nothing but You, Paul van Dyk
- 2003 Faraway, Apocalyptica
- 2004 Geht’s dir schon besser?, Ich + Ich
- 2004 Raise Your Hands, Reamonn
- 2006 Meer sein, Silbermond
- 2007 Das Ende vom Kreis, Silbermond
- 2007 Busy Being Fabulous, The Eagles
- 2009 Darum leben wir, Cassandra Steen
- 2009 Foot on the Mountain, A-ha
- 2012 Ascheregen, Casper
- 2015 Recht auf Menschenrecht, Social
- 2017 Be Berlin, Freiheit Berlin
- 2018 Jeder für Jeden, Adidas
- 2019 Tacheles, Short Film
- 2023 Wenn's am schönsten ist, Silbermond

### Musikfilme
- 1996 Especially Ordinary, Fury in the Slaughterhouse
- 2004 Reamonn Roadmovie, Reamonn

## Ausstellungen (Auswahl)
- 1994 – PPS Gallery, Hamburg
- 1995 – Palais Walderdorf, Trier
- 1996 – Spalterhalle, Hanover
- 2003 – Galerie Atwater, Los Angeles
- 2004 – Galerie Roschlaub, Hamburg
- 2008 – Leaving the Comfort Zone, Verve Gallery, Los Angeles
- 2008 – Leaving the Comfort Zone, Galerie Roschlaub, Hamburg
- 2009 – Leaving the Comfort Zone, KKP, Lucerne
- 2010 – Shooting Football Galerie Hiltawsky, Berlin
- 2010 – I Love You but I've Chosen Rock, Galerie Hiltawsky, Berlin
- 2010 – I Love You but I've Chosen Rock, Galerie Noorderlicht, Groningen
- 2011 – I Love You but I've Chosen Rock, Icon Gallery, Los Angeles
- 2012 – I Love You but I've Chosen Rock, Gustavhalle, Hannover
- 2013 – Rocks, Camera Work, Berlin (Group Exhibition)
- 2014 – Brazil, CWC Gallery, Berlin
- 2014 – Brazil, Gustavhalle, Hannover
- 2014 – Brazil, Brazilian Embassy, Berlin
- 2018 – Made In Berlin, Camera Work, Berlin (Group Exhibition)
- 2018 – Brazil, Chaussee 36, Gallery, Berlin
- 2020 – Rwandan Daughters, Museum Frieder Burda, Berlin
- 2022 – "Human Conditions," Camera Work, Berlin
- 2024 – "Rwandan Daughters – Kunsthalle Rostock, Germany
- 2024 – "Hawaii" – Camera Work Gallery Germany

## Fotobücher
- Leaving the Comfort Zone Photographs 1991–2008. Hatje Cantz Verlag, Berlin 2008, ISBN 978-3-7757-2218-6.
- I Love You but I’ve Chosen Rock. Hatje Cantz Verlag, Berlin 2011, ISBN 978-3-7757-2662-7.
- Brazil. Verlag teNeues, Kempen 2014, ISBN 978-3-8327-9813-0.
- Rwandan daughters. Hatje Cantz Verlag, Berlin 2019, ISBN 978-3-7757-4547-5 (englisch, deutsch).
- Human Conditions, Prestel Verlag, Berlin 2022, ISBN 978-3-7913-8903-5
- Hawai'i, teNeues Verlag GmbH, Berlin 2024, ISBN 978-3-9617-1535-0

## Belege
1. ↑  Olaf Heine. Portrait- und Peoplefotografie. In: design-akademie-berlin.de. Design Akademie Berlin, 2010, archiviert vom Original (nicht mehr online verfügbar) am 3. Oktober 2012; abgerufen am 18. Oktober 2021 (Porträt).
2. ↑  Fabian Heine: Directors. Olaf Heine. Los Angeles – Berlin. (Memento vom 4. August 2008 im Internet Archive) In: ersteliebefilm.de, erste liebe filmproduktion GmbH.
3. ↑  Museo Nacional da República. In: gov.br, abgerufen am 4. November 2021.
4. ↑  Spielfeld Berlin Studio

| Personendaten    | Personendaten                                                   |
| ---------------- | --------------------------------------------------------------- |
| NAME             | Heine, Olaf                                                     |
| KURZBESCHREIBUNG | deutscher Fotograf und Regisseur von Werbespots und Musikvideos |
| GEBURTSDATUM     | 1968                                                            |
| GEBURTSORT       | Hannover                                                        |